# Тюменцева (Білозерський район)
Тюме́нцева (рос. Тюменцева) — присілок у складі Білозерського району Курганської області, Росія. Входить до складу Першинської сільської ради.
Населення — 164 особи (2010, 205 у 2002).